# Рассказ о двух Стэнах
«Повесть о двух Стэнах» (англ. A Tale of Two Stans) — 12 серия 2 сезона американского мультсериала «Гравити Фолз».
Эпизод длится 30 минут, в отличие от других эпизодов, которые длятся 20 минут.
В день премьеры эпизод посмотрели 1,91 млн человек, обогнав по рейтингу прошлый эпизод — «Не тот, кем кажется».
В 2022 году канадский сайт Comic Book Resources поместил эпизод на третье место в своём списке «10 лучших эпизодов сериала Гравити Фолз».

## Сюжет
После того как из портала вышел брат Стэна, Стэн хочет его обнять, но тот отталкивает его и говорит, что тот сильно рисковал. Стэн ждёт благодарности от брата, но тот не желает с ним разговаривать, потому что именно Стэн стал причиной его попадания в портал. Диппер, Мэйбл и Зус узнают, что имя дяди Стэна — Стэнли, а не Стэнфорд, как он себя называл раньше. Стэнфорд — брат Стэнли, возмутился из-за этого и спросил, чем он тут вообще занимался. Стэнли начинает рассказывать историю своей жизни.
Всё началось в 1960-х годах. Стэнли и Стэнфорд были близнецами, родившимися в городке Гласс Шард Бич (Нью-Джерси). Их родители владели ломбардом, их отец редко чем был впечатлён, а мать была патологической вруньей и телефонным экстрасенсом. Братья любили исследовать городской пляж и однажды наткнулись на пещеру, в которой хранился разбитый корабль. Близнецы решили починить его и отправиться на нём в кругосветное путешествие в поисках сокровищ. На протяжении всей своей жизни Стэнфорд подвергался издевательствам за то, что у него шесть пальцев, но он знал, что рядом с ним всегда есть его брат Стэнли, который его защитит.
Форд и Стэн были противоположностями. Стэн всегда искал себе проблемы и плохо учился, а Форд выигрывал на различных научных конкурсах и олимпиадах. Однажды ему предлагают поступить в престижный Западный Технологический институт. Форд хочет там учиться, однако его брат — Стэн, этого не хочет. Для поступления в институт Форду нужно убедить комиссию в том, что он тот, кто им нужен, показав им свой последний научный проект проект — вечный двигатель.
Ночью Стэн приходит в спортзал, чтобы посмотреть на эксперимент брата. Разозлившись, он треснул кулаком по столу и случайно сломал его изобретение. В этот момент он роняет упаковку от арахиса. Стэн ставит выпавшую деталь на место, накрывает проект простынёй и уходит из спортзала. На следующий день комиссия, видя сломанный проект Форда, отказывает ему в возможности поступить в их университет. Он замечает на полу обёртку и вспоминает разговор с братом об этом университете. По возвращении домой он заявляет Стэну, что тот разрушил его мечту. Родители думают, что Стэнли сделал это специально и выгоняют его из дома. Стэн уезжает из города на своей машине, чтобы разбогатеть, вернуться и доказать родителям, что тот не бесполезен. Он нашёл себя в сфере продаж, рекламируя и продавая плохие товары, за что ему запретили въезд во множество штатов. И поэтому ему приходилось делать поддельные документы. Между тем Форд поступает в университет Дерарвард; получает степень на 3 года раньше срока, написав одну из лучших диссертаций в стране и в итоге получает огромный гранд на научные исследования. Он не мог решить, что изучать, но посмотрев на свои шесть пальцев понял, что его интересуют аномалии.
Форд провёл исследование книг об аномалиях и выяснил, что их концентрация очень велика в городке Гравити Фолз. Он едет туда, покупает участок и строит дом на деньги от гранта. Он понял, что исследования надо документировать и начал вести дневники. После того, как Форд сказал слово «дневники», Диппер кричит: «А-а-а-а! Дневники!». Форд не обращает на это внимания и продолжает свой рассказ. Чем больше он искал, тем больше находил. Но он не мог понять, откуда берутся все эти аномалии. И он предположил, что ответ находится вне нашего мира, в аномальном измерении, которое перетекает в наше. Стэнфорд решает построить вселенский портал. Он звонит своему другу из Дерарварда — Фиддлфорду МакГакету. Вместе они строят портал. На испытаниях МакГакет задевает верёвку, которая тянется от манекена, и случайно своей головой попадает в портал, но Форд успевает его вытащить. МакГакет говорит, что портал нужно уничтожить, потому что от него исходит опасность. Фиддлфорд покидает проект. Форд начинает думать, что сходит с ума, после того, как услышал шёпот, и просит Стэна приехать в Гравити Фолз к нему на помощь.
Когда Стэн приезжает к брату, он показывает ему портал, прорывающий путь в слабом месте стыка двух измерений. Форд просит взять лодку, отправится на другой конец света и спрятать Дневник № 1, как это сделал Форд с Дневниками № 2 и № 3, чтобы никто и никогда не смог активировать этот портал. Стэн думает, что Форд сошёл с ума и хочет сжечь дневник. Между ними завязывается драка, в ходе которой они случайно вновь запустили машину. Форд толкает Стэна к рабочему столу и тот получает ожог на спине (который является его «татуировкой»). Форд было одумался, но Стэн толкает его к порталу. Форда засасывает в портал, перед этим он успевает кинуть ему Дневник № 1, и портал выключается. Стэн пытается включить портал, но у него не получается. Тогда он хочет найти информацию в дневнике, но оказывается, что той информации, которая содержится в 1-й части Дневника недостаточно. Спустя пару дней, когда у Стэна закончилась еда, он идёт в магазин, но у него нет денег. В магазине посетители думают, что он является Фордом, и хотят посмотреть, что за эксперименты он у себя проводит. Стэнли берёт имя Стэнфорд и приводит посетителей в хижину. На экскурсии Ленивой Сьюзан в глаз попадает ток и он теряет способность открываться. Стэн обрадовался, что наконец-то он не бежит от злых клиентов. В итоге он сначала назвал хижину «Лачуга Страха», а позже переименовал её в «Хижину Чудес». Чтобы доказать самому себе, что «старый он» умер, он сымитировал аварию. Днём он был Стэнфорд Пайнс — Мистер Загадка, а ночью спускался в подвал, пытаясь вернуть настоящего Форда. Поэтому он врал каждому — всему городу, родным, родителям Диппера и Мэйбл, и даже им.
Диппер приносит извинения Стэну за то, что не верил ему, так как всё, что он делал, было ради семьи. Стэн прощает его, подмечая, что даже сам себе бы он не поверил. Тут они слышат, как правительственные агенты уже почти прорвались в лабораторию. Диппер отдаёт Форду стиратель памяти, а тот активирует его и стирает память всем правительственным агентам, перенастроив сигнал на частоту радио агентов. Затем Форд притворяется одним из их отдела и приказывает агентам уйти, говоря, что все вспышки аномалий в Гравити Фолз были результатом радиации с незарегистрированного метеоритного дождя. Все агенты уезжают. Диппер хочет пообщаться с Фордом, но Стэн отгоняет детей от него и отправляет спать. Форд говорит Стэну о том, что он может остаться в Хижине Чудес до конца лета, но потом она перейдёт обратно к Форду. Нехотя Стэн соглашается, но при условии, что тот не будет приближаться к близнецам, так как считает, что это единственная родня, что у него есть.
Обдумывая услышанные истории, Мэйбл переживает, что они с Диппером также поссорятся в будущем. Диппер успокаивает её, говоря, что они не поглупеют. Близнецы после этого разговора ложатся спать, но Мэйбл не сразу засыпает, так как всё ещё волнуется…
В титрах Зус звонит Венди и рассказывает ей о двух Стэнах.

## Отзывы
Обозреватель развлекательного веб-сайта The A.V. Club Аласдер Уилкинс поставил эпизоду оценку «A», отметив, что «прелесть эпизода содержится в эмоциональной истории Стэнфорда и Стэнли. Два Стэна прекрасно дополняют друг друга, и ни один из них не может полностью раскрыть свой потенциал без другого. По мнению критика, этот эпизод является настоящим праздником для давних поклонников мультсериала, поскольку «им движет не формальная потребность авторов всё объяснить и связать все точки повествования, а неподдельное уважение к аудитории и искреннее желание соткать все мельчайшие подробности, накопившиеся за десятилетие существования сериала… в одно большое полотно».

## Криптограммы

### Титры
Криптограмма в конце титров: TIZOLHAJSIW CKMMWZPMKQ: GLY KJQBH. После декодировки шифром Виженера получается: BACKUPSMORE UNIVERSITY: YOU TRIED (с англ. — «УНИВЕРСИТЕТ ДЕРАРВАРД: ТЫ ПЫТАЛСЯ»).

### Изображение после титров
На странице в конце титров есть криптограммы 23 5-4-3-22-22-9-6-10 4-9-3-17-16 10-19-1 14-19-6-5-19-25 10-23-4-15-2-19 18-15-12-22-6-15-21-13 1-23-5-10’4 4-9-9 21-6-19-23-4-15-2-19 16-23-2-15-10-17 4-1-15-10-5 1-23-5 10-9-4 16-15-5 8-12-23-10 5-9 16-19 14-3-5-4 5-16-6-3-17-16-19-20 23-10-20 10-23-11-19-20 22-9-4-16 5-4-23-10. После декодировки получается: A STUBBORN TOUGH NEW JERSEY NATIVE, FILBRICK WASN’T TOO CREATIVE. HAVING TWINS WAS NOT HIS PLAN, SO HE JUST SHRUGGED AND NAMED BOTH STAN (с англ. — «УПРЯМЫЙ УРОЖЕНЕЦ НЬЮ-ДЖЕРСИ, ФИЛБРИК НЕ БЫЛ СЛИШКОМ ИЗОБРЕТАТЕЛЬНЫМ, БЛИЗНЕЦЫ НЕ ВХОДИЛИ В ЕГО ПЛАНЫ, ТАК ЧТО ОН ПРОСТО ПОЖАЛ ПЛЕЧАМИ И НАЗВАЛ ОБОИХ СТЭНАМИ»).

### В эпизоде
После того, как Макгакет выпадает из портала, он говорит YROO XRKSVI GIRZMTOV в обратном направлении. После расшифровки шифром Атбаш получается: BILL CIPHER TRIANGLE (с англ. — «БИЛЛ ШИФР ТРЕУГОЛЬНИК»).